# Топологія Зариського
Тополо́гія Зари́ського в алгебричній геометрії — спеціальна топологія, що відображає алгебричну природу алгебричних многовидів. Названа на честь Оскара Зариського.

## Топологія Зариського в класичній алгебричній геометрії

### Афінний простір
В класичній алгебричній геометрії топологія Зариського — топологія в афінному просторі {\displaystyle k^{n}} над алгебрично замкнутим полем {\displaystyle k}, замкнутими множинами якої є алгебричні множини, тобто множини виду: 
{\displaystyle V(S)=\{x\in \mathbb {A} ^{n}\mid f(x)=0,\forall f\in S\}}
де S — множина многочленів з n змінними над полем k.

### Проективний простір
n-вимірний проективний простір {\displaystyle \mathbb {P} ^{n}} визначається як множина {\displaystyle \mathbb {A} ^{n+1}} де точки, що відрізняються множенням на елементи з k ідентифікуються. Якщо S — множина однорідних многочленів, то замкнутими множинами топології Зариського є множини виду:
{\displaystyle V(S)=\{x\in \mathbb {P} ^{n}\mid f(x)=0,\forall f\in S\}.}

## Топологія Зариського для спектра кілець
Нехай {\displaystyle A} — комутативне кільце, і {\displaystyle \mathrm {Spec} \,A} — спектр цього кільця, тобто множина простих ідеалів {\displaystyle A}. Тоді топологією Зариського називається топологія замкнутими множинами якої є:
{\displaystyle \{{\mathfrak {p}}\in \mathrm {Spec} \,A\mid {\mathfrak {p}}\supseteq I\}}
для ідеалів {\displaystyle I\subseteq A}.